# Foire de Béré
Pour les articles homonymes, voir Béré.
 (septembre 2014).
La foire de Béré est une foire agricole, commerciale et foraine annuelle se déroulant sur la commune de Châteaubriant en Loire-Atlantique. Elle est considérée comme l'une des plus vieilles foires de France, ses origines remontant officiellement à l'an 1050 quand Airard, évêque de Nantes, confirme son existence. Elle se déroule chaque année pendant plusieurs jours début septembre sur le « Champ Saint-Père » situé dans le faubourg de Béré, à l'ouest du centre-ville.

## Historique de la foire
Entre 1028 et 1044, Brient, alors seigneur de Châteaubriant accorde aux moines du prieuré Saint-Sauveur dépendant de l'Abbaye de Marmoutier à Tours, des biens et des privilèges : des terres, des métairies, des maisons, des moulins, des dîmes, des droits de justice, des droits de coutume sur les marchés et les moulins, ainsi que les revenus de la foire dédiée à Saint Hilaire qui semblait déjà exister auparavant, puisque des foires et marchés se tenaient déjà à cet endroit aux temps mérovingiens et carolingiens.
En 1217, les descendants de Brient confirment les biens accordés aux moines. Mais en mai 1281, à l’occasion d’un échange entre le baron de Châteaubriant et le prieuré Saint-Sauveur, le seigneur accorde aux moines tous les revenus qu’il perçoit sur la foire de la Sainte-Croix de Béré. Dès lors, celle-ci se substitue à la Foire Saint-Hilaire.

## La foire aujourd'hui
La foire attire chaque année de 40 000 à 50 000 visiteurs et quelques centaines d'exposants, sur 10 hectares de surface d'exposition.